# 儀保駅
儀保駅（ぎぼえき）は、沖縄県那覇市首里儀保町三丁目にある、沖縄都市モノレール線（ゆいレール）の駅である。駅番号は14。

## 歴史
- 2003年（平成15年）8月10日：那覇空港駅 - 首里駅間開業と同時に開業[1][2]。
- 2014年（平成26年）10月20日：ICカード「OKICA」の利用が可能となる[3][4]。
- 2020年（令和2年）3月10日：ICカード「Suica」の利用が可能となる[5][6][7]。

## 駅構造
島式ホーム1面2線を有する高架駅である。エスカレータ・エレベーター設置。

### のりば
| 番線 | 路線                  | 方向 | 行先           |
| ---- | --------------------- | ---- | -------------- |
| 1    | ■沖縄都市モノレール線 | 下り | てだこ浦西方面 |
| 2    | ■沖縄都市モノレール線 | 上り | 那覇空港方面   |

- 平日朝ラッシュ時に設定されている首里止まりの電車は、終点首里駅には2番線の那覇空港行ホームに到着し、階段などを使っての乗り換えが必要となる為、首里からてだこ浦西までの各駅へは、降りた同じホームでの乗り換えが可能な当駅で乗り換えるよう案内される[注 1]。

### 駅設備
- コインロッカー - 改札内に設置
- 公衆電話 - 改札外設置。
- 自動販売機（清涼飲料水）
- トイレ - 改札内に設置。

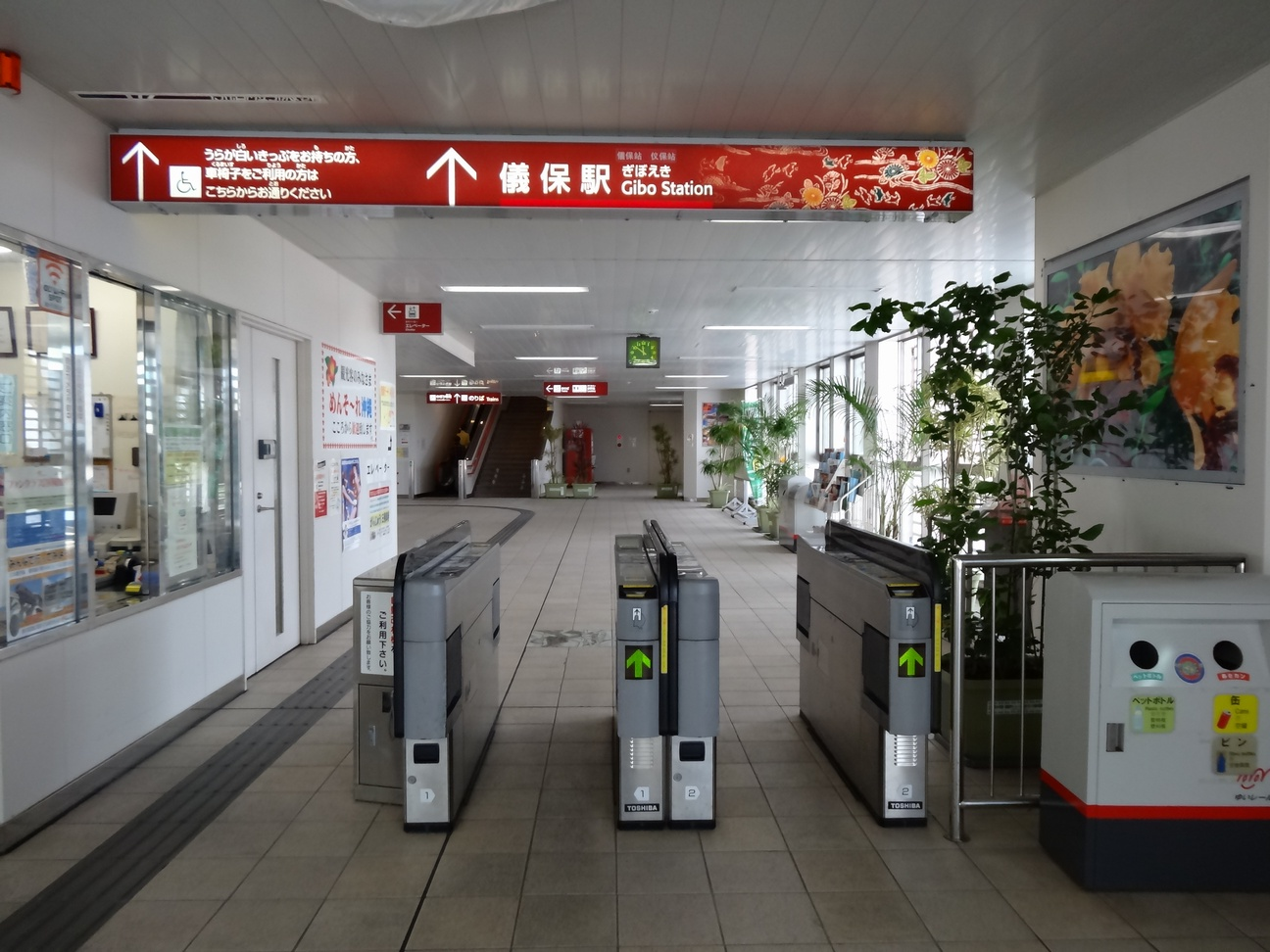
改札口（2013年6月）
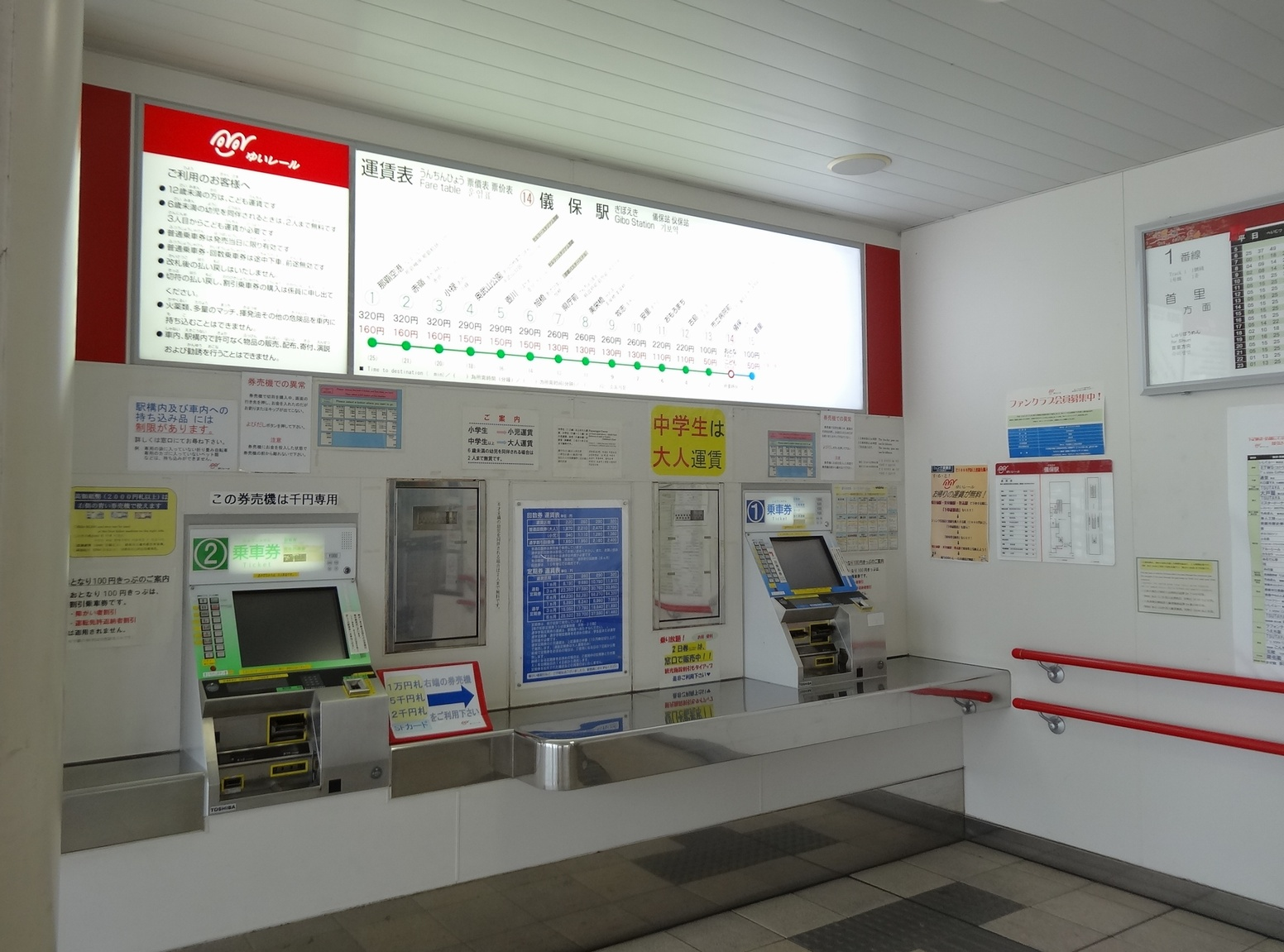
券売機（2013年6月）

## 利用状況
2022年度の1日平均乗車人員は1,158人である。
開業後の1日平均乗降人員および乗車人員の推移は下記の通り。
| 年度               | 1日平均 乗降人員 | 1日平均 乗車人員 | 出典     |
| ------------------ | ---------------- | ---------------- | -------- |
| 2003年（平成15年） | 2,528            | 1,383            | [ * 1 ]  |
| 2004年（平成16年） | 2,686            | 1,476            | [ * 2 ]  |
| 2005年（平成17年） | 2,789            | 1,526            | [ * 3 ]  |
| 2006年（平成18年） | 2,883            | 1,564            | [ * 4 ]  |
| 2007年（平成19年） | 2,874            | 1,557            | [ * 5 ]  |
| 2008年（平成20年） | 2,804            | 1,509            | [ * 6 ]  |
| 2009年（平成21年） | 2,655            | 1,468            | [ * 7 ]  |
| 2010年（平成22年） | 2,581            | 1,419            | [ * 8 ]  |
| 2011年（平成23年） | 2,592            | 1,424            | [ * 9 ]  |
| 2012年（平成24年） | 2,746            | 1,512            | [ * 10 ] |
| 2013年（平成25年） | 2,904            | 1,592            | [ * 11 ] |
| 2014年（平成26年） | 2,806            | 1,530            | [ * 12 ] |
| 2015年（平成27年） | 2,868            | 1,563            | [ * 13 ] |
| 2016年（平成28年） | 3,044            | 1,668            | [ * 14 ] |
| 2017年（平成29年） | 3,163            | 1,718            | [ * 15 ] |
| 2018年（平成30年） |                  | 1,804            | [ * 16 ] |
| 2019年（令和元年） | 2,973            | 1,638            |          |
| 2020年（令和02年） | 1,680            | 908              |          |
| 2021年（令和03年） |                  | 917              |          |
| 2022年（令和04年） |                  | 1,158            |          |

## 駅周辺

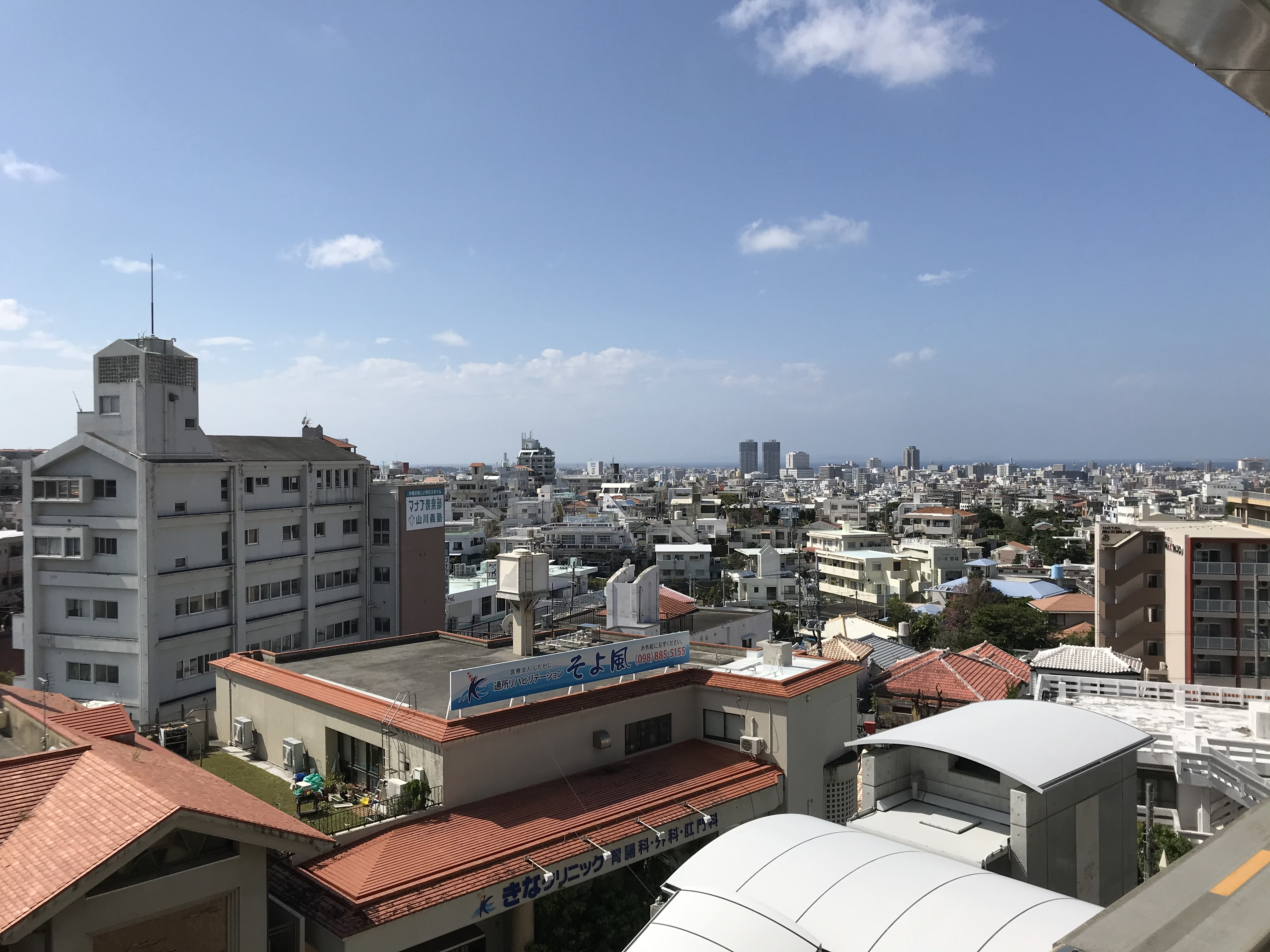
ホームから見た那覇市街（2020年2月）

沖縄県道82号那覇糸満線（環状2号線）の急坂を首里へと登っていく途中に位置するため、ホームから那覇市街・那覇港を遠望することができる。また、南方の山上には首里城も望まれる。周囲は予備校や学習塾が林立する文教地区であり、また沖縄県立芸術大学の最寄り駅でもある。
- 首里城公園
- 首里金城町石畳道
- 龍潭池
- 玉陵
- 沖縄県立芸術大学（首里当蔵キャンパス・首里金城キャンパス）
- 沖縄銀行首里支店
- 沖縄県立首里高等学校
- 那覇市立城北小学校
- 那覇市立城西小学校

## バス路線
儀保バス停
- 行き先毎に合計4つのバス停留所があるので、利用の際には注意を要する。
- 各印は停車するバス停を示す。

●印は北口より1階へ、儀保十字路を横断・右折してすぐの所（駅前交番近く）
■印は北口より1階へ、下りた階段から首里駅向けに歩いてすぐの所
★印は南口より1階へ、十字路を市立病院前駅方向に渡った所
▲印は南口より1階へ、十字路を左折してすぐの所（沖縄銀行首里支店斜め向かい）
- 9番・小禄石嶺線（那覇バス）：石嶺方面●／小禄方面▲
- 11番・安岡宇栄原線（那覇バス）：石嶺方面●／小禄方面★
- 13番・石嶺おもろまち線（那覇バス）：石嶺方面●／那覇新都心方面▲
- 17番・石嶺（開南）線（那覇バス）：石嶺方面●／開南・具志方面■
- 25番・那覇普天間線（那覇バス）：普天間方面●／那覇バスターミナル方面▲
- 97番・琉大（首里）線（那覇バス）：石嶺・琉球大学方面●／那覇バスターミナル方面▲
- 125番・普天間空港線（那覇バス）：普天間方面●／那覇空港方面▲
- 191番・城間（一日橋）線（東陽バス）：城間方面●／南風原・馬天方面■
- 333番・那覇西原（末吉）線（那覇バス）：西原方面●／那覇バスターミナル方面★
- 391番・城間（サンエーパルコシティ）線（東陽バス）：城間・サンエーパルコシティ方面●／南風原・馬天方面■

## その他
- 駅到着時の車内チャイムは、沖縄を題材としたフォークソング「芭蕉布」を編曲したものが流れる[13]。
- 改札付近での沖縄方言による案内放送では「じーぶ」と発音される。

## 隣の駅
沖縄都市モノレール
■沖縄都市モノレール線（ゆいレール）
市立病院前駅 (13) - 儀保駅 (14) - 首里駅 (15)

### 記事本文